# Otto Lesser
Otto Leberecht Lesser (* 16. Oktober 1830 in Brotterode, Kurhessen; † 12. August 1887 in Hannover) war ein deutscher Astronom.
Am 14. September 1860 entdeckte er, zusammen mit dem Astronomen Wilhelm Foerster, von der Berliner Sternwarte aus den Asteroiden (62) Erato.

## Werke
- Untersuchung über die allgemeinen Störungen der Metis. Marburg, Univ., Diss., 1861.[2]
- Tafeln der Metis, mit Berücksichtigung der Störungen durch Jupiter und Saturn. Publication der Astronomischen Gesellschaft, 2; Engelmann, Leipzig 1865.[2]
- Tafeln der Pomona. Publikation der Astronomischen Gesellschaft, 9; Engelmann, Leipzig 1869.[2]